# Trojaanse vrouwen
Trojaanse vrouwen (Oudgrieks Τρῳάδες, Lat. Troades) is een tragedie van de oud-Griekse toneelschrijver Euripides. Het werk werd opgevoerd in 415 v.Chr. en verwijst via de mythische Trojaanse Oorlog naar het beleg van Melos en de gruwelen na de val van Melos (het eiland Milos).

## Inhoud

### Dramatis personae
- Poseidon
- Athena
- Hekabe
- Trojaanse vrouwen, koor
- Talthybios, boodschapper
- Cassandra, dochter van Hekabe
- Andromache, weduwe van Hektor
- Menelaos, koning van Sparta
- Helena, vrouw van Menelaos

zonder tekst:
- Astyanax, zoontje van Hektor en Andromachè

### Synopsis
Het koor wordt gevormd door Trojaanse vrouwen die aan de wallen van het brandende Troje huiverend hun noodlot afwachten. Het stuk bestaat uit een reeks taferelen die een vooruitblik geven op de duistere toekomst van Hekabè, Kassandra, Polyxena en Andromache. Het stuk is een felle aanklacht tegen de gruwelen van de oorlog.

## Bespreking
Trojaanse vrouwen is Euripides' literaire antwoord op de wreedheid en de blinde, imperialistische vernietigingsdrang van zijn vaderstad Athene tijdens de Peloponnesische Oorlog. Na een korte periode van wapenstilstand was in 416 v.Chr. de strijd in alle hevigheid weer opgelaaid na de inname van het eiland Melos door de Atheners.
Euripides schreef Trojaanse vrouwen een jaar na de afslachting en onderwerping van de bewoners van Melos. De tragedie voltrekt zich tegen de achtergrond van de mythische Trojaanse Oorlog, maar voor elke Griek was de verwijzing naar de actuele politiek zonder meer duidelijk. Het stuk is in de eerste plaats het verhaal van de vernietigende werking van de oorlog, een relaas over rouw en afscheid, maar het is ook een stuk over schuld en verantwoordelijkheid en over de relativiteit van winst en verlies.
Het thema van de Trojaanse vrouwen keert ook nog terug in andere stukken van Euripides:
- In de Hekabè rouwt de koningin van Troje om haar dochter Polyxena en haar zoon Polydoros.
- De Andromache verhaalt over de lotgevallen van Andromache, weduwe van Hektor, die als oorlogsbuit "gehuwd" is met Neoptolemos, de zoon van Achilles.

## Trivia
- Euripides' Trojaanse vrouwen was in 2004 eindexamenonderwerp voor het vak Grieks op het vwo (gymnasium)

## Nederlandse vertalingen
- 1947 – De Trojaansen – P. Brommer
- 1963 – De vrouwen van Troja – Evert Straat
- 1967 – De Trojaanse vrouwen – Emiel De Waele
- 1984 – Vrouwen van Troje – Bewerking J.P. Sartre. Vertaling J. Diels.
- 1984 – De vrouwen van Troje – Judith Herzberg (bewerking)
- 1996 – Trojaanse vrouwen – Gerard Koolschijn
- 1996 – Trojaanse vrouwen – Johan Boonen
- 1996 – Trojaanse vrouwen – Willy Courteaux en Bart Claes
- 1997 – Trojaanse vrouwen – Herman Altena
- 2003 – Trojaanse vrouwen – Theo van de Vliet
- 2024 – Trojaanse vrouwen – Tom Withaar, Rina Copinga, David Lettink en Aymon Cutileiro